# 簡舒培
簡舒培（1977年6月27日—）是臺灣政治人物，民主進步黨籍，2014年起擔任臺北市議會議員（第六選舉區，大安、文山）迄今。從政初期是徐佳青議員辦公室主任，現為民進黨發言人，在黨內屬新潮流系。

## 早年
簡舒培出生於臺北縣（今新北市）。於新北市立樹林高級中學畢業後，她進入中國文化大學新聞學系，2002年取得學士學位。2021年取得國立臺灣大學政治學碩士學位。

## 政治生涯
簡舒培是由同屬民進黨新系的臺北市議員徐佳青所提拔，曾任其助理及辦公室主任。後來，簡舒培亦擔任過立法委員田秋堇的辦公室副主任、新北市議員陳世榮辦公室主任。她曾任臺北市女性權益促進會好不好秘書長、民進黨第十四屆與第十五屆全國黨代表、教育部終身學習推展雙邊委員會委員等職務。
2009年，簡舒培宣布參選民進黨第17屆台北縣土城、樹林、三峽、鶯歌選區議員黨內初選，參選口號為「SuperMatch甲你尚速配」。但同年4月26日，黨內初選結果未獲得提名。
2012年，擔任蔡英文、蘇嘉全總統競選總部新聞專員。

### 臺北市議員
簡舒培2014年代替徐佳青參選台北市大安、文山選區市議員。她透過婦女保障名額通過民進黨內初選機制，為本選區唯一女性新人。她當選第12屆臺北市議員，並在2018年及2022年連任。

## 爭議

### 剪接錄音檔指控「喬蛋」
2019年5月30日，簡舒培於臺北市議會拿出七段錄音檔質詢臺北大巨蛋「喬蛋」議題。柯文哲回應，錄音總共90分鐘，應該要全部播放，並批評簡的錄音檔乃竊聽、抹黑的手法。

### 要求柯文哲複誦「四個堅持」
2021年10月20日，簡舒培於臺北市議會質詢時，要求時任臺北市市長柯文哲把蔡英文在中華民國110年國慶大會所講的「四個堅持」複誦一遍，並聲稱柯文哲如果不照念就要向蔡道歉；柯文哲認為不合理，雙方爆發激烈爭執。21日，台灣民眾黨秘書長謝立功批評，簡舒培用臺北市議員的角色做民進黨發言人的事，他質疑2016年蔡英文所說的「我當總統一天，沒人需要為他的認同而道歉」是否還算話。
11月1日，新黨臺北市議員侯漢廷提案，請在蔡英文總統任內於臺北市市政大樓大門與臺北市議會大樓大門懸掛四個堅持全文，以彰顯台灣民主自由、多元包容；本案遭民政委員會召集人張茂楠裁示「暫擱提案」之後，侯漢廷反諷，民進黨議員都不支持本案，臺北市議會缺乏台灣價值，令他感到難過和遺憾。

## 選舉紀錄
| 年度 | 選舉屆數               | 選舉區           | 所屬政黨   | 得票數 | 得票率 | 當選標記 | 備註   |
| ---- | ---------------------- | ---------------- | ---------- | ------ | ------ | -------- | ------ |
| 2014 | 第十二屆臺北市議員選舉 | 臺北市第六選舉區 | 民主進步黨 | 22,672 | 7.36%  |          | [ 12 ] |
| 2018 | 第十三屆臺北市議員選舉 | 臺北市第六選舉區 | 民主進步黨 | 17,874 | 6.06%  | [ 13 ]   |        |
| 2022 | 第十四屆臺北市議員選舉 | 臺北市第六選舉區 | 民主進步黨 | 20,742 | 7.28%  |          |        |

## 個人生活
其夫為現任民主進步黨中國事務部主任吳峻鋕（原名吳振嘉）。

## 外部連結
- 簡舒培的Facebook專頁
- 簡舒培 台北真速配的Facebook專頁
- 簡舒培的Instagram帳戶
- YouTube上的簡舒培頻道